# Semenivka, Peatîhatkî
Semenivka (în ucraineană Семенівка) este un sat în comuna Hrușuvatka din raionul Peatîhatkî, regiunea Dnipropetrovsk, Ucraina.

## Demografie
Componența lingvistică a localității Semenivka
     Ucraineană (89,27%)
     Rusă (6,44%)
     Maghiară (1,29%)
Conform recensământului din 2001, majoritatea populației localității Semenivka era vorbitoare de ucraineană (89,27%), existând în minoritate și vorbitori de rusă (6,44%), armeană (1,29%) și maghiară (1,29%).